# Suore dello Spirito Santo (Ariano Irpino)

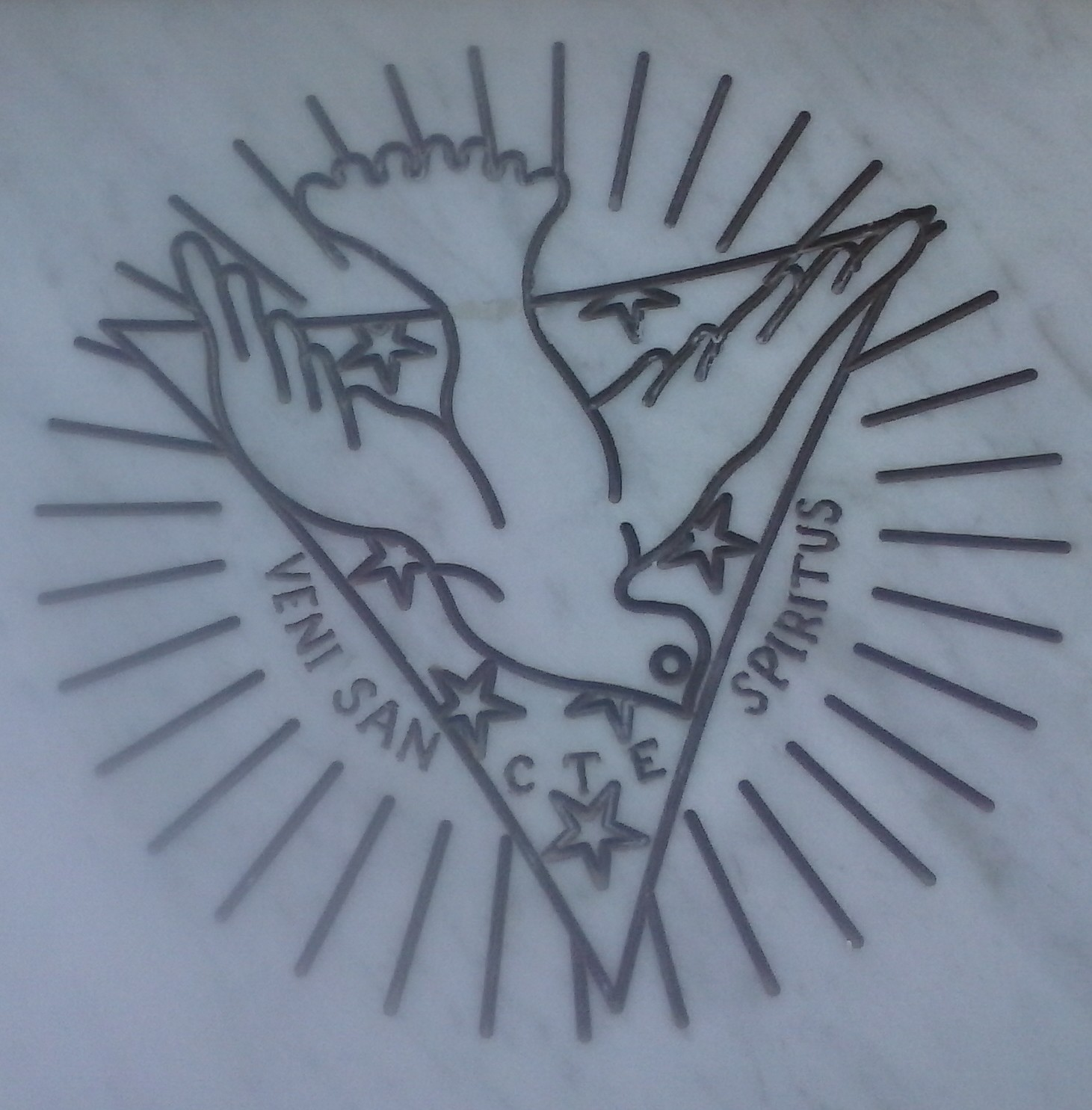
Stemma della Congregazione

Le Suore dello Spirito Santo sono un istituto religioso femminile di diritto pontificio.

## Storia
La congregazione deriva dal monastero delle Benedettine Cassinesi di Ariano Irpino, presso il quale esisteva anche un educandato. Il monastero venne soppresso il 7 luglio 1866 e le benedettine, per poter continuare la loro attività, chiesero al vescovo Francesco Trotta di trasformare la comunità monastica in congregazione religiosa: la congregazione venne eretta con decreto dell'8 dicembre 1877.
Il nuovo vescovo di Ariano, il lazzarista Andrea D'Agostino, riorganizzò la congregazione e diede alle suore delle nuove costituzioni, più consone alla loro attività educativa. Per questo, assieme a Giuseppina Arcucci, prima superiora generale della congregazione, D'Agostino è considerato fondatore delle suore dello Spirito Santo.
L'istituto venne approvato dalla Santa Sede il 23 dicembre 1948. Nella casa madre di Ariano Irpino sono ubicati il sepolcro della fondatrice e il museo "Arcucci" a lei dedicato.

## Attività e diffusione
Le religiose si dedicano principalmente all'istruzione e all'educazione cristiana della gioventù e ad altre opere caritative.
Oltre che in Italia, la congregazione è presente, dal 1986, nelle Filippine (fino al 1974 era presente anche in Canada) nonché, dal 2002, in Indonesia. La sede generalizia è a Roma.
Alla fine del 2008 la congregazione contava 100 religiose in 11 case.